# Lliga neerlandesa de futbol 1905-06
La Lliga neerlandesa de futbol 1905–1906 va ser disputada per setze equips que participaven en dues divisions. El campió nacional seria determinat per un play-off amb els guanyadors de la divisió de futbol oriental i occidental dels Països Baixos. L'HBS Craeyenhout va guanyar el campionat en vèncer el PW per 3-2 i 4–2.

## Divisions

### Eerste Klasse Est
| Pos | Equip           | PJ | PG | PE | PP | GF | GC | Pts | DG  | Notes                              |
| --- | --------------- | -- | -- | -- | -- | -- | -- | --- | --- | ---------------------------------- |
| 1   | PW              | 10 | 8  | 2  | 0  | 47 | 16 | 18  | +31 | Classificat al play-off pel títol. |
| 2   | Koninklijke UD  | 10 | 5  | 2  | 3  | 30 | 28 | 12  | +2  |                                    |
| 3   | RKVV Wilhelmina | 10 | 5  | 1  | 4  | 35 | 38 | 11  | -3  |                                    |
| 4   | SBV Vitesse     | 10 | 4  | 1  | 5  | 32 | 28 | 9   | +4  |                                    |
| 5   | GVC Wageningen  | 10 | 4  | 0  | 6  | 40 | 39 | 8   | +1  |                                    |
| 6   | Quick Nijmegen  | 10 | 1  | 0  | 9  | 24 | 59 | 2   | -35 |                                    |

PJ = Partits jugats; PG = Partits guanyats; PE = Partits empatats; PP = Partits perduts; GF = Gols a favor; GC = Gols en contra; Pts = Punts; DG = Diferència de gols

### Eerste Klasse Oest
| Pos | Equip                    | PJ | PG | PE | PP | GF | GC | Pts | DG  | Notes                              |
| --- | ------------------------ | -- | -- | -- | -- | -- | -- | --- | --- | ---------------------------------- |
| 1   | HBS Craeyenhout          | 18 | 13 | 1  | 4  | 59 | 33 | 27  | +26 | Classificat al play-off pel títol. |
| 2   | HVV Den Haag             | 18 | 10 | 3  | 5  | 46 | 28 | 23  | +18 |                                    |
| 3   | Koninklijke HFC          | 18 | 9  | 4  | 5  | 49 | 32 | 22  | +17 |                                    |
| 4   | Sparta Rotterdam         | 18 | 9  | 2  | 7  | 42 | 40 | 20  | +2  |                                    |
| 5   | Ajax Sportman Combinatie | 18 | 7  | 3  | 8  | 37 | 48 | 17  | -11 |                                    |
| 6   | DFC                      | 18 | 6  | 4  | 8  | 45 | 43 | 16  | +2  |                                    |
| 7   | CVV Velocitas            | 18 | 6  | 3  | 9  | 43 | 61 | 15  | -18 |                                    |
| 8   | USV Hercules             | 18 | 5  | 4  | 9  | 38 | 50 | 14  | -12 |                                    |
| 9   | HFC Haarlem              | 18 | 5  | 3  | 10 | 39 | 47 | 13  | -8  |                                    |
| 10  | HC & CV Quick            | 18 | 5  | 3  | 10 | 29 | 45 | 13  | -16 |                                    |

PJ = Partits jugats; PG = Partits guanyats; PE = Partits empatats; PP = Partits perduts; GF = Gols a favor; GC = Gols en contra; Pts = Punts; DG = Diferència de gols

### Play-off pel campionat
| Equip 1         | Global | Equip 2 | Anada | Tornada |
| --------------- | ------ | ------- | ----- | ------- |
| HBS Craeyenhout | 7–4    | PW      | 3–2   | 4–2     |

L'HBS Craeyenhout va guanyar el campionat.